# Nilofar Bakhtiar
Nilofar Bakhtiar (Urdu: نیلوفر بختیار; ...) è una funzionaria pubblica del Pakistan che ha svolto anche le funzioni di Ministro federale per il turismo.

## Biografia
Nel 2007 è stata oggetto di una fatwā che ne chiedeva le dimissioni dal governo ed una punizione per essere stata fotografata mentre abbracciava un uomo in pubblico..
Il fatto si riferisce all'aprile 2007 quando, in Francia, abbracciava e baciava un collega appena atterrata dopo un lancio con il paracadute. I religiosi affermavano che quello era "un gesto illegittimo e proibito e che, senza alcun dubbio, lei ha commesso un grande peccato e che le donne musulmane devono rimanere a casa e non uscire scollaccate."
Bahktiar commentò l'abbraccio come un gesto di congratulazione dopo il lancio. "Era solo un abbraccio perché ero così orgogliosa di me, lo feci per una buona ragione. Io non avevo esperienza di lanci con il paracadute. Credevo che fosse coraggioso da parte mia."
La foto mostrata sui media pakistani ritrae Bakhtiar mentre è aiutata da un istruttore durante un lancio con il paracadute per raccogliere fondi per le vittime del terribile terremoto dell'ottobre 2005 in Pakistan. Un'altra mostra una donna (apparentemente sempre Bakhtiar) che abbraccia l'istruttore.
La corte della Sharia Lal Masjid decretò che Bakhtiar aveva compiuto un “atto non islamico” abbracciando l'istruttore francese e per questo doveva essere rimossa dall'incarico ministeriale. Il decreto fu emanato a richiesta di "un residente di Islamabad" che aveva chiesto l'opinione della corte sull'argomento.
Il 21 maggio 2007, Nilofar Bakhtiar rassegnò le sue dimissioni a causa delle polemiche che non furono accettate da Shaukat Aziz, Primo ministro pakistano.
Bakhtiar si è lamentata della campagna di intimitazione ordita contro di lei. Ha inoltre testimoniato di fronte ad una commissione del sento di sentirsi minacciata. Ha espresso infine disappunto per il mancato appoggio da parte degli altri ministri.